# Chlidichthys chagosensis
Chlidichthys chagosensis, thường được gọi là cá đạm bì Chagos, là một loài cá biển thuộc chi Chlidichthys trong họ Cá đạm bì. Loài này được mô tả lần đầu tiên vào năm 2004.
Từ chagosensis trong tên của loài này đề cập đến nơi phát hiện của nó, quần đảo Chagos.

## Phân bố và môi trường sống
C. chagosensis phân bố ở phía tây Ấn Độ Dương, và chỉ được tìm thấy duy nhất tại quần đảo Chagos. C. chagosensis thường sống xung quanh các rạn san hô ở độ sâu khoảng 40 m trở lại, nhưng phổ biến trong khoảng 6 – 25 m.

## Mô tả
C. chagosensis trưởng thành dài khoảng 3 cm. Thân và đầu của C. chagosensis có màu nâu sẫm, chuyển thành nâu cam hoặc vàng tươi ở ngực, mõm và dưới đầu. Nhiều chấm màu nâu đỏ ở 2 bên mạn sườn. Mống mắt đỏ tươi hoặc vàng tươi. Bụng màu lam nhạt hoặc cẩm quỳ. Vây ngực màu hơi hồng. Vây bụng màu hơi hồng hoặc vàng. Vây lưng và vây hậu môn có màu nâu ôliu ở gốc, các vây tia màu hồng trong suốt, hoặc vàng tươi. Đuôi màu nâu ôliu.
Số ngạnh ở vây lưng: 2; Số vây tia mềm ở vây lưng: 22; Số ngạnh ở vây hậu môn: 3; Số vây tia mềm ở vây hậu môn: 13; Số vây tia mềm ở vây bụng: 16 - 18; Số ngạnh ở vây bụng: 1; Số vây tia mềm ở vây bụng: 4.
Thức ăn của C. chagosensis có lẽ là rong tảo và các sinh vật phù du nhỏ.